# The Velvet Underground & Nico
The Velvet Underground & Nico is het debuutalbum van de Amerikaanse experimentele rockgroep The Velvet Underground, in samenwerking met de Duitse zangeres Nico. Het album werd op 12 maart 1967 uitgegeven door Verve Records.
Kunstenaar Andy Warhol had een grote invloed op de productie van het album en ontwierp de herkenbare hoes, bestaande uit een knalgele popartbanaan op een spierwitte achtergrond. Op de originele uitgave was deze banaan een sticker die een andere, vleeskleurige banaan verhulde. Hoewel het album destijds geen groot succes werd, wordt het tegenwoordig gezien als een van de meest vooruitstrevende en invloedrijke albums aller tijden.

## Geschiedenis
Andy Warhol ontdekte The Velvet Underground eind 1965 en benoemde zichzelf tot hun manager. Om de uitstraling van de groep op te schonen werd het fotomodel Nico ingehuurd als zangeres, alhoewel met enige tegenzin van de groepsleden. Nico is slechts aanwezig op vier van de elf nummers, met leadzang op Femme fatale, All tomorrow's parties en I'll be your mirror en met achtergrondzang op Sunday morning. 
The Velvet Underground & Nico werd opgenomen tijdens drie verschillende sessies in april, mei en november 1966. Het overgrote deel van de nummers is geschreven en bezongen door Lou Reed en behandelen onderwerpen die toentertijd als taboe golden, waaronder drugsgebruik (Heroin) en sadomasochisme (Venus in furs). Op muzikaal gebied wisselen melodische poprock en snerpende avant-garde elkaar af; dit vooruitstrevende geluid van het album wordt toegeschreven aan violist/pianist/bassist John Cale.
Vanwege moeilijkheden met Verve Records duurde het een jaar voordat het album daadwerkelijk op de markt verscheen. Mede doordat veel radiostations in verband met de harde teksten weigerden de muziek te draaien bleef het commerciële succes uit en kwam het album niet voorbij plaats 171 in de hitlijsten.

## Nalatenschap
The Velvet Underground & Nico werd aanvankelijk grotendeels genegeerd, maar staat thans bekend als een van de belangrijkste albums in de rockgeschiedenis. Rolling Stone plaatste het album op nummer 13 van de 500 grootste albums aller tijden en Time Magazine noemde het album een van de 100 grootste albums aller tijden. The Observer zette het album op de eerste plaats van de 50 albums die de muziek hebben veranderd.
Betreffende de invloed van het album wordt vaak muzikant Brian Eno aangehaald, die in 1982 opmerkte dat slechts 30.000 mensen het album hadden gekocht, maar dat alle 30.000 zelf een band zouden beginnen.

## Composities
Alle muziek en teksten zijn geschreven door Lou Reed, tenzij anders aangegeven. 
| Nr. | Titel                      | Duur |
| --- | -------------------------- | ---- |
| 1.  | Sunday morning (Reed/Cale) | 2:54 |
| 2.  | I'm waiting for the man    | 4:39 |
| 3.  | Femme fatale               | 2:38 |
| 4.  | Venus in furs              | 5:12 |
| 5.  | Run run run                | 4:22 |
| 6.  | All tomorrow's parties     | 6:00 |

| 7.                 | Heroin                                   | 7:12 |
| 8.                 | There she goes again                     | 2:41 |
| 9.                 | I'll be your mirror                      | 2:14 |
| 10.                | The black angel's death song             | 3:11 |
| 11.                | European son (Reed/Cale/Morrison/Tucker) | 7:46 |
| Totale duur: 48:51 |                                          |      |

## Bezetting
- Lou Reed – zang, gitaar
- Sterling Morrison – gitaar, basgitaar, achtergrondzang
- John Cale – viool, piano, achtergrondzang, geluidseffecten
- Maureen Tucker – percussie
- Nico – zang